# Forza Motorsport 2
Forza Motorsport 2 és un videojoc desenvolupat per Turn 10 Studios i publicat per Microsoft Game Studios. És un joc de carreres per Xbox 360 llançat el 24 de maig de 2007 al Japó i Amèrica del Nord, i el 8 de juny de 2007 a Europa. És la seqüela de Forza Motorsport llançat al maig de 2005 per a Xbox.

## Introducció
Forza Motorsport 2 és un joc de curses de cotxes, disposa de 300 cotxes i 12 circuits, la característica principal del joc és que cada vehicle es pot adaptar amb molta precisió : és possible modificar en profunditat els diversos components del motor per millorar el rendiment i transformar el cotxe gràficament, amb l'addició de nombrosos dissenys i logos a la carrosseria del vehicle, un sistema d'intercanvi a través de la xarxa Xbox Live permet als jugadors compartir els seus vehicles.

## Simulació
Una altra característica que aporta realisme al joc : la gestió dels danys. Hi ha diversos mètodes per a la gestió de danys en el mode "simulació", on el dany pot afectar la carrosseria i l'automòbil, la gestió de tipus "limitada ", on el dany és visible, però no afecta el rendiment. Malgrat tot, no es pot desactivar el dany visual i és impossible destruir per complet el cotxe: el motor no explota, les rodes no es desprenen, etc.

## Presentació dels menús
En la presentació de menús i maneres de joc, són gairebé idèntics als de Forza Motorsport 1, a més sempre es pot contractar un conductor, entre els circuits disponibles es poden trobar, entre d'altres (veure a baix), pistes reals com Nürburgring, al Circuit de Silverstone, el circuit de Tsukuba i el famós Mazda Raceway Laguna Seca. Una gran part d'ells ja eren presents en el Forza Motorsport 1.

## Classes
Els cotxes ara es classifiquen en diverses classes diferents:
- D : Es tracta de la sèrie de cotxes de classe estàndard, hi ha per exemple, el Buick Regal GNX i el Volkswagen Beetle.
- C : consisteix en una sèrie de cotxes esportius, entre d'altres, el BMW M3 E36 i el Volvo S60 R.
- B : es reuneix sèrie d'alt rendiment esportiu, com l'Opel Speedster Turbo, Ferrari 512 TR i el Lotus Esprit V8.
- A: Classe de sèrie dels cotxes esportius de luxe i d'alt rendiment, com el Corvette Z06 i el Lamborghini Countach LP5000QV .
- S : Es tracta d'una sèrie de cotxes rars d'alt rendiment, com el Porsche Carrera GT i Ferrari F40.
- U: Classe "Unlimited " amb els cotxes més rars i més poderosos del món, no és el TVR Cerbera velocitat 12 i el Chrysler ME Four-Twelve.
- R4 : Cotxes de curses, com ara el Subaru Impreza.
- R3 : Cotxes de carreres especialment preparats que ofereix un excel·lent rendiment, com ara el Dodge Viper GTS-R o el Ferrari F430 GT.
- R2 : consisteix només en els cotxes de carreres d'alt rendiment, inclou el McLaren F1 GTR i el Pagani Zonda GR.
- R1 : prototipus com ara el Porsche 962C o el Toyota GT-1.

## Circuits reals
- Tsubuka Circuit
- Suzuka Circuit
- Atlanta Motor Speedway
- Mugello autodromo Internazionale
- Circuit de Silverstone
- Sebring International Raceway
- Mazda Raceway Laguna Seca
- Nürburgring Nordschleife

## Circuits imaginaris
- Maple Valley
- Sunset Península
- Circuit de Nova York
- Nissan Speedway
- Twin Ring Motegi
- Road America